# Ib Lucas
Ib Lucas (født 9. november 1946 i København) er en dansk forfatter og lektor på Sankt Annæ Gymnasium i dansk og dramatik. 

## Karriere
Ib Lucas debuterede som forfatter i 1981 med novellesamlingen Når virkeligheden flimrer. Derefter fulgte novellesamlingen Lystens labyrinter og romanerne Maskepi, Playback, Aftalt spil og Silhuetter. Den sidste blev filmatiseret af Henning Carlsen under titlen I wonder who's kissing you now (1998). I 2008 udgav han spændingsromanen Manden på tapetet, hvori der fremsættes en opsigtsvækkende hypotese om forholdet mellem Tycho Brahe og Shakespeare.
Ib Lucas har skrevet noveller til en række antologier, tidsskrifter og radio og har vundet flere novellekonkurrencer, deriblandt i (Politiken 1979, Dansklærerforeningen 1985, Aftenposten). 
Derudover har han skrevet tv-spil, tv-satire og bidraget til tv-serier, bl.a. tre afsnit til Hotellet (2002). Han har også virket som dramaturg (Den store badedag og Lykkevej). Sammen med Anne McClymont har han udgivet Ny dansk dramatik (1998) og Samtaler om Ci-vi-li-sa-tion (2000). Han er desuden bidragyder til Dansk Litteraturs Historie bind 5 (2007).

## Eksterne links
- Ib Lucas – biografi fra litteratursiden.dk Arkiveret 9. oktober 2007 hos  Wayback Machine